# Olympisch zwemcentrum Wezenberg
Het Olympisch zwemcentrum Wezenberg is een zwemcentrum met een 50 meterbad gelegen aan De Singel in Antwerpen. Het complex dateert uit 1973.
Naast het zwembad met olympische afmetingen is er in Wezenberg een instructiebad van 20 op 17 meter en sinds 2015 een tweede 50 meterbad, niet breed genoeg voor wedstrijden maar wel voor training.
In 1920 was er reeds een olympisch openluchtbad op de Wezenberg. Het was de locatie voor Zwemmen op de Olympische Zomerspelen 1920. In 1951 werd nog een nieuw openluchtzwembad geopend en jarenlang gebruikt, voor de werken aan het overdekt zwembad in de jaren zeventig startten. Het nieuwe zwembad werd in 1973 geopend.
Van september 2014 tot september 2015 werd op 8 m van het bestaande bad een tweede olympisch bad gebouwd, Wezenberg 2, met zes zwembanen niet toegankelijk voor publiek, maar enkel gebruikt als trainingsbad voor topsporters, dit bad is voorzien met een hoogtechnologische uitrusting voor beeld- en tijdregistratie. Wezenberg 2 is 50,025 lang, 16 meter breed en 2,2 m diep. De bouw van Wezenberg 2 kostte 8 miljoen euro, waarvan 4,5 miljoen door de Stad Antwerpen en 3,5 miljoen door de Vlaamse overheid. De trainingen in het nieuwe bad waren mogelijk vanaf 1 oktober 2015, de opening ging door op 27 november 2015.
Het zwemcentrum is de thuisbasis van Zwemclub Brabo. In Wezenberg worden wel ook jaarlijks de provinciale kampioenschappen georganiseerd, evenals de internationale clubwedstrijd Antwerp International Youth Swimming Cup. Regelmatig gaan in het zwembad de Belgische kampioenschappen door, zoals onder meer het BK 2010. In de zomer van 2012 hadden er voor de vierde maal de Europese Junioren Kampioenschappen plaats, eerder gebeurde dit ook in 1991, 1998 en 2007. In 2001 werd het Europese kampioenschappen kortebaanzwemmen georganiseerd.
De totale oppervlakte is 7.500 m². De tribunes hebben 800 zitplaatsen. Renovaties hadden plaats onder meer in 2001-2002, 2011, 2015 en 2018. Daarbij werd ook werk van Benoît van Innis op wandtegel aangebracht.